# Procris frutescens
Procris frutescens är en nässelväxtart som beskrevs av Carl Ludwig von Blume. Procris frutescens ingår i släktet Procris och familjen nässelväxter.

## Underarter
Arten delas in i följande underarter:
- P. f. caudatum
- P. f. parvifolia
- P. f. sculptum